# Frances Mackay
Frances Louise Mackay (* 1. Juni 1990 in Christchurch, Neuseeland) ist eine neuseeländische Cricketspielerin, die seit 2011 für die neuseeländische Frauen-Cricket-Nationalmannschaft spielt.

## Aktive Karriere
Ihr Debüt in der Nationalmannschaft gab Mackay auf der Tour in Australien im Juni 2011 im zweiten WODI, wobei sie 36 Runs erzielte. Im gleichen Monat bestritt sie bei einem Vier-Nationen-Turnier in England gegen Australien ihr erstes WTwenty20. Im Januar 2012 konnte sie bei der Tour in Australien im dritten WTwenty20 3 Wickets für 18 Runs erreichen. Beim ICC Women’s World Twenty20 2012 im September verpasste sie mit 49 Runs gegen Südafrika nur knapp ihr erstes Fifty. Beim Women’s Cricket World Cup 2013 konnte sie ihr bestes Spiel gegen Sri Lanka absolvieren, als ihr 2 Wickets für 18 Runs beim Bowling und 39* Runs am Schlag gelangen. Beim ICC Women’s World Twenty20 2014 konnte sie gegen Irland ihr erstes Half-Century über 51 Runs erzielen. Danach wurde sie zunächst nicht mehr für die Nationalmannschaft berücksichtigt.
Fünf Jahre später wurde sie nach guten Leistungen beim New Zealand Cricket Women’s Twenty20 2018/19 wieder für den Kader berufen und spielte ein Spiel auf der Tour gegen Indien. Im Frühjahr 2021 bekam sie weitere Einsätze auf den Touren gegen England und gegen Australien. Bei letzterer konnte sie im zweiten WTwenty20 trotz einer Knöchelverletzung 2 Wickets für 20 Runs im Bowling und 46 Runs am Schlag erreichen und wurde dafür als Spielerin des Spiels ausgezeichnet. Daraufhin erhielt sie einen zentralen Vertrag mit dem neuseeländischen Verband. Im Februar 2022 wurde sie für den Women’s Cricket World Cup 2022 nominiert und konnte dort gegen England 4 Wickets für 34 Runs erzielen.